# Großsteingrab Kronsgaard

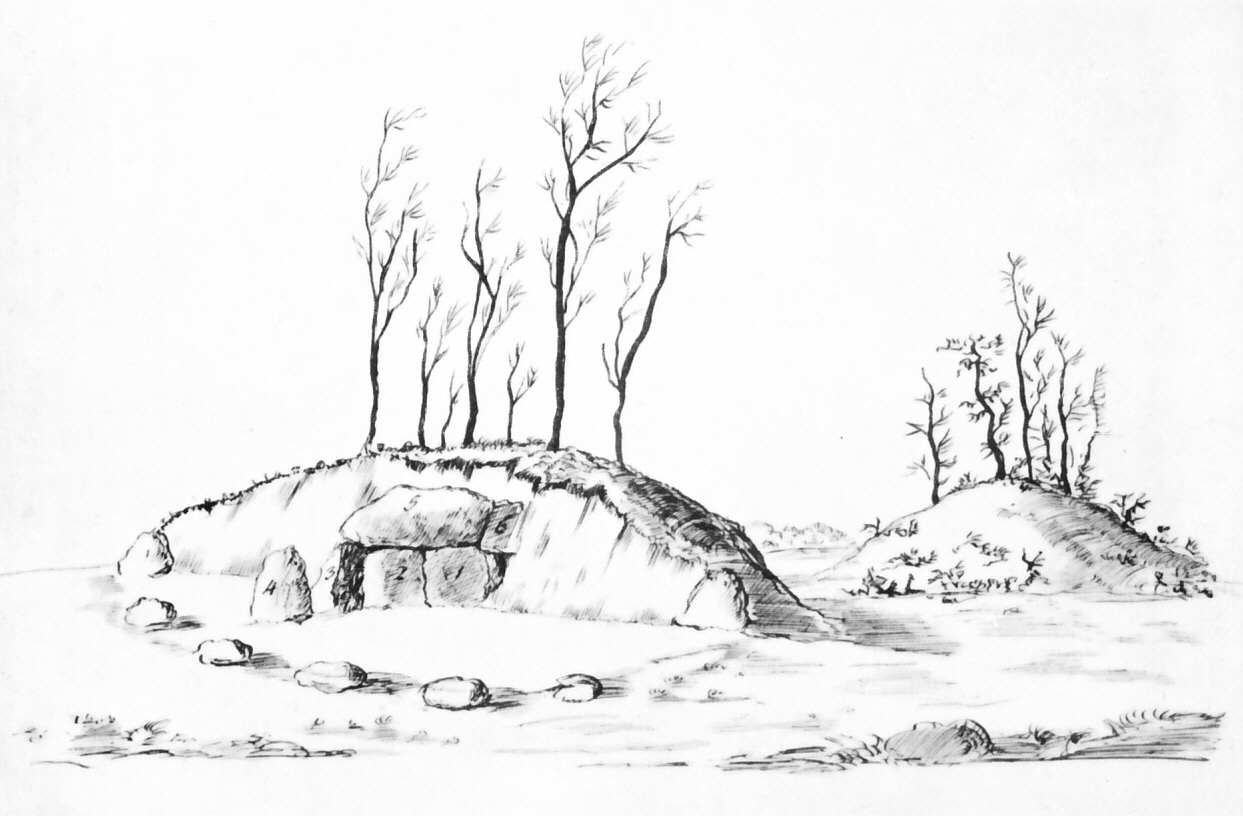
Zeichnung des Großsteingrabes bei Kronsgaard von Pastor Diedrich Harries, ca. 1837/38

Das Großsteingrab Kronsgaard (auch Smaahus genannt) war eine jungsteinzeitliche Grabanlage nahe der Gemeinde Kronsgaard, Amt Geltinger Bucht im Kreis Schleswig-Flensburg, Schleswig-Holstein. Die Megalithanlage der Trichterbecherkultur (TBK) entstand zwischen 3500 und 2800 v. Chr.

## Beschreibung
Das Grab lag unmittelbar westlich der Gemeinde Kronsgaard an einer Straßenkreuzung. Genauere Angaben sind nur dank der Beschreibung des Pastors Jensen aus dem Jahr 1838 möglich. Demnach handelte es sich wahrscheinlich um einen nord-südlich orientierten Dolmen. Der Grabhügel hatte einen Durchmesser von 30 Schritt (ca. 22,50 m), eine Höhe von 7 Fuß (ca. 2,15 m) und war kreisförmig von Umfassungssteinen eingerahmt. Die Grabkammer bestand aus fünf Wand- und zwei Decksteinen. Die Wandsteine gliederten sich in zwei Trägersteine auf der West- und einen Trägerstein auf der Ostseite sowie einen Abschlussstein im Süden. Der nördliche Wandstein wurde etwas abseits seines ursprünglichen Standortes vorgefunden. Die Kammer hatte eine Länge von 7 Fuß (ca. 2,15 m) und eine Breite von 2 Fuß (ca. 0,65 m). Sie war am Boden breiter als an der Decke, da die Wandsteine schräg standen. Ernst Sprockhoff führt das Grab in seinem Atlas der Megalithgräber unter der Nummer 35.